# Nadruvianos
Los nadruvianos era un clan prusio que se extinguió en el siglo xvii. Vivieron en Nadruvia (también conocida en diversas publicaciones como: Nadruva, Nadrowite, Nadrovia, Nadrauen, Nadravia, Nadrow y Nadra), un amplio a territorio en el norte prusiano. Sus fronteras limitaban con los escalvianos en el río Neman al norte, los yotvingios o sudovios al este, y otras tribus minoritarias al sur. Mucha información  sobre esta tribu procede de la crónica de Peter von Dusburg.

## Historía
En 1236 Peter von Dusburg escribió que en Nadruvia estaba localizado en templo de Romuva, el centro sagrado del paganismo báltico. Romuva Kriwe, el sacerdote mayor o Papa pagano, gobernaba sobre el aspecto espiritual de todos los pueblos bálticos. No existen otras fuentes sobre este lugar y los investigadores tienen profundas dudas si realmente existió una estructura organizada.
Como todos los clanes del norte, los nadruvianos fueron conquistados por los caballeros teutónicos, una orden militar de cruzados germánicos. En 1230 los caballeros establecieron su base en la tierra de Chełmno y desde ahí conquistaron a los paganos y forzaban la conversión al Cristianismo. Los primeros choques armados se inician en 1255 cuando los cruzados intentaban conquistar a los sambianos, vecinos occidentales de los nadruvianos. Peter von Dusburg alega que los nadruvianos tenían muchas fortalezas con fuerte guarnición, dos de ellas son Otholicia y Cameniswika pero el nombre se ha distorsinado en la historia y actualmente es muy difícil asegurar su localización. Los nadruvianos construyeron otro castillo en Velowe (actual Znamensk) cuando los cruzados asediaban sus tierras. Los sambianos se rindieron en 1277, pero la conquista de los nadruvianos se hizo esperar por el Gran Levantamiento Prusiano que estalló en 1260. La revuelta finalizó en 1274, y los nadruvianos cayeron en 1275. La fortaleza nadruviana fue conquistada por los alemanes y rebautizada como Wehlau. Un puñado de nadruvianos se desplazaron y unieron al Gran Ducado de Lituania, el resto de se incorporaron al estado monástico de la Orden Teutónica y asimilados por asentamientos alemanes. A partir del siglo XVI, los nadruvianos ya estaban prácticamente extintos.

## Etimología
Existen varias teorías sobre el nombre del clan: El lingüista Kazimieras Būga identifica *Nadravo del prusiano antiguo na (sobre) y dravis (bosques). Kazys Kuzavinis y Zigmas Zinkevičius lo sitúan como origen indoeuropeo, na y *dhreu- (flujo). Vilius Pėteraitis sugiere que es una derivación de uno de los nombres del río Pregolya, Drava, un apelativo que ya no sobrevive hoy y como en otras tribus prusias, el folclore cita que Nadruvia fue bautizada en honor del hijo de caudillo prusiano Widewuto llamado Nadro. 
Mientras muchos lingüistas están de acuerdo que los nadruvianos pertenecían a la nación prusia, algunos historiadores argumentan que era una tribu bastante más independiente y más cercanos a los lituanos que a los prusianos. El asunto es mucho más complicado por el hecho que el área fue despoblada ampliamente por los cruzados y sus luchas contra prusianos y lituanos, posteriormente fue repoblada por colonos alemanes y lituanos, por lo tanto es imposible determinar si los lituanos ya habitaban en la zona o migraron más tarde.